# Kuala Terengganu
Kuala Terengganu (Jawi: كوالا ترڠڬانو), vaak afgekort tot KT, is de hoofdstad en gemeente (majlis bandaraya; city council) en sultanresidentie van de Noord-Maleisische deelstaat Terengganu en het district Kuala Terengganu daarvan. Het is tevens de grootste gemeente van de deelstaat met een inwonertal van 338.000 bij de volkstelling van 2010. De stad ligt op ongeveer 500 kilometer ten noordoosten van de hoofdstad Kuala Lumpur op een uitstekende kaap die aan drie zijden wordt omringd door de Zuid-Chinese Zee. De naam betekent "riviermonding van Terengganu", waarmee wordt verwezen naar het breed uitstrekkende estuarium van de Terengganurivier, die hier uitmondt in zee.

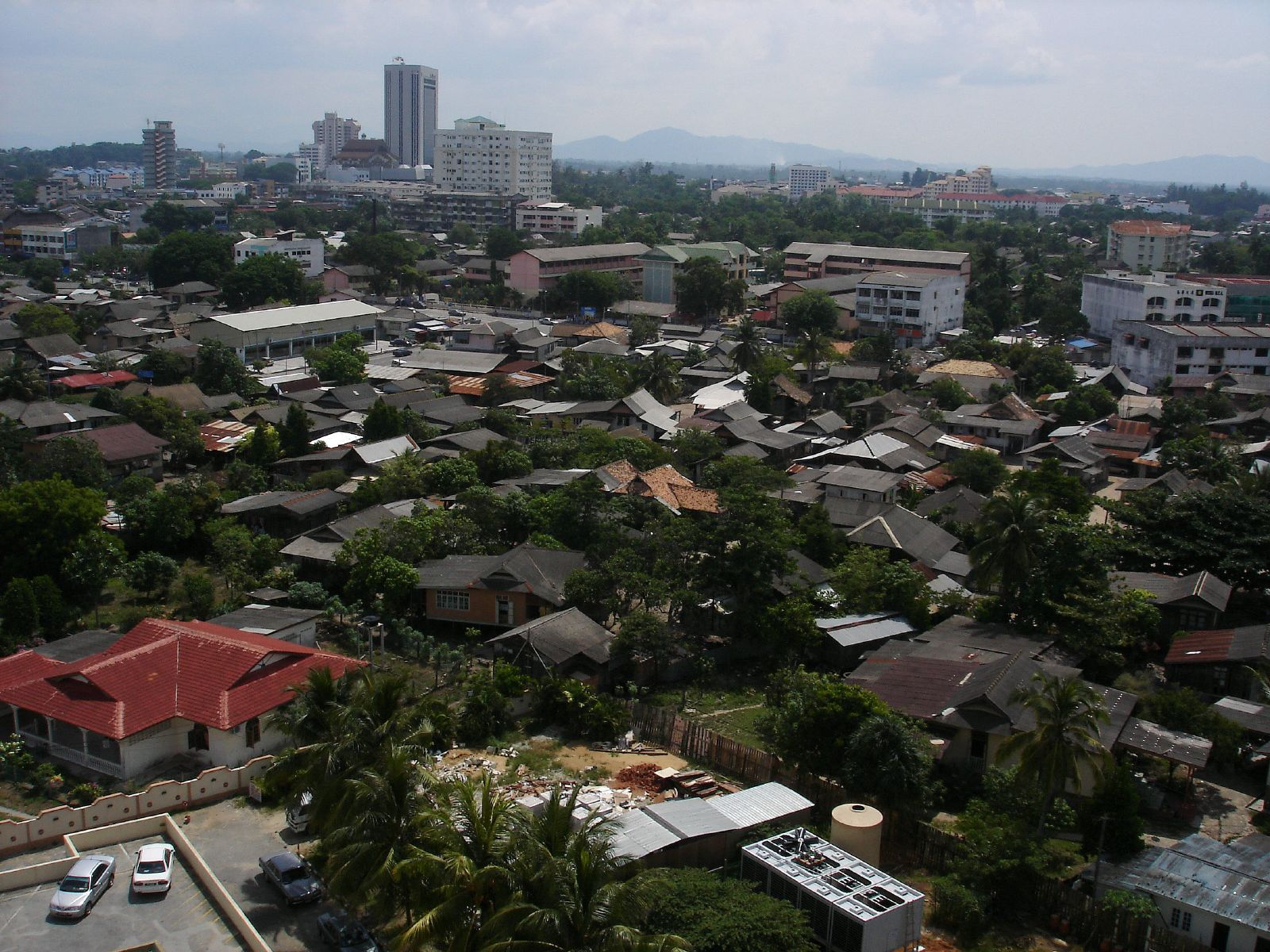
Gezicht op een deel van de stad

De stad werd ergens in de 15e eeuw gesticht door een groep Chinese vissers die handel dreven tussen China en het schiereiland Malakka. De eerste straat was de Kampung Cina (Chinatown). De nederzetting groeide uit tot een belangrijke handelsplaats tussen beide gebieden, maar nadat het islamitische Sultanaat van Malakka de plaats veroverde, kelderde haar status als belangrijke Zuidoost-Aziatische handelsplaats, doordat alle handelaren nu naar de hoofdstad Malakka trokken, die uitgroeide tot het centrum van de handel tussen China, India en Zuidoost-Azië.
De stad beschikt over een goed netwerk van straten en is met verschillende hoofdwegen met andere belangrijke steden in het land verbonden. Ook varen er veerboten over de Terengganurivier op verschillende rivierplaatsen. Bij de stad bevindt zich tevens een middelgrote binnenlandse luchthaven.
De stedelijke economie is gericht op de handel in voedingsmiddelen en textiel, de visserij, landbouw en het toerisme, met name als het vertrekpunt voor reizen naar de Perhentian-eilanden.
De belangrijkste bezienswaardigheid van de stad is de drijvende moskee Tengku Tengah Zaharah.

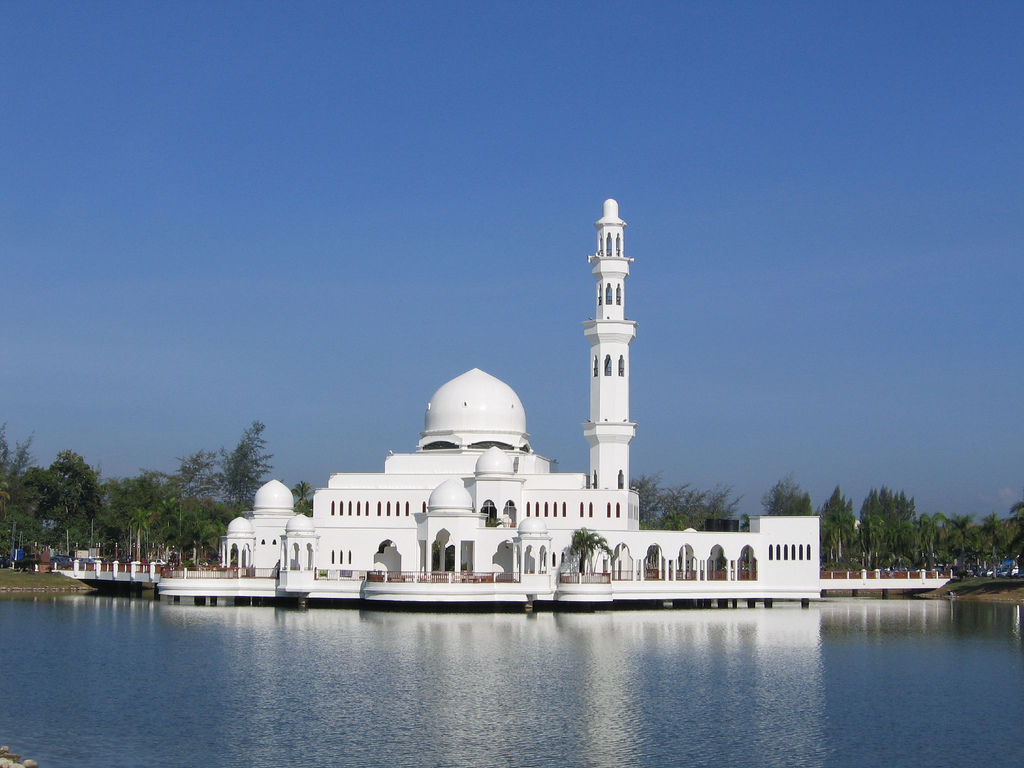
De "drijvende" moskee in Kuala Terengganu